# Geelbroek
Geelbroek is een buurtschap in de gemeente Aa en Hunze in de Nederlandse provincie Drenthe. De buurtschap is gelegen ten zuiden van Assen. Het is een van de kleinste plaatsen in Nederland met een eigen postcode.
Drenthe: Steden en dorpen      Nederland: Provincies · Gemeenten